# Episodi di L.A. Law - Avvocati a Los Angeles (seconda stagione)
La seconda stagione della serie televisiva L.A. Law - Avvocati a Los Angeles è stata trasmessa in anteprima negli Stati Uniti d'America dalla NBC tra il 15 ottobre 1987 e il 5 maggio 1988.
| nº | Titolo originale                    | Titolo italiano | Prima TV USA     | Prima TV Italia |
| -- | ----------------------------------- | --------------- | ---------------- | --------------- |
| 1  | The Lung Goodbye                    |                 | 15 ottobre 1987  |                 |
| 2  | The Wizard of Odds                  |                 | 22 ottobre 1987  |                 |
| 3  | Cannon of Ethics                    |                 | 29 ottobre 1987  |                 |
| 4  | Brackman Vasektimized               |                 | 5 novembre 1987  |                 |
| 5  | The Brothers Grimm                  |                 | 12 novembre 1987 |                 |
| 6  | Auld L'Anxiety                      |                 | 19 novembre 1987 |                 |
| 7  | Rohner vs. Gradinger                |                 | 3 dicembre 1987  |                 |
| 8  | Goldilocks and the Three Barristers |                 | 10 dicembre 1987 |                 |
| 9  | Divorce with Extreme Prejudice      |                 | 17 dicembre 1987 |                 |
| 10 | Full Marital Jacket                 |                 | 7 gennaio 1988   |                 |
| 11 | Gorilla My Dreams                   |                 | 14 gennaio 1988  |                 |
| 12 | Hand Roll Express                   |                 | 21 gennaio 1988  |                 |
| 13 | Beauty and Obese                    |                 | 11 febbraio 1988 |                 |
| 14 | Petticoat Injunction                |                 | 18 febbraio 1988 |                 |
| 15 | The Bald Ones                       |                 | 25 febbraio 1988 |                 |
| 16 | Fetus Completus                     |                 | 3 marzo 1988     |                 |
| 17 | Belle of the Bald                   |                 | 14 aprile 1988   |                 |
| 18 | Open Heart Perjury                  |                 | 21 aprile 1988   |                 |
| 19 | Leapin' Lizards                     |                 | 28 aprile 1988   |                 |
| 20 | Chariots of Meyer                   |                 | 5 maggio 1988    |                 |